# Rosalind Franklin

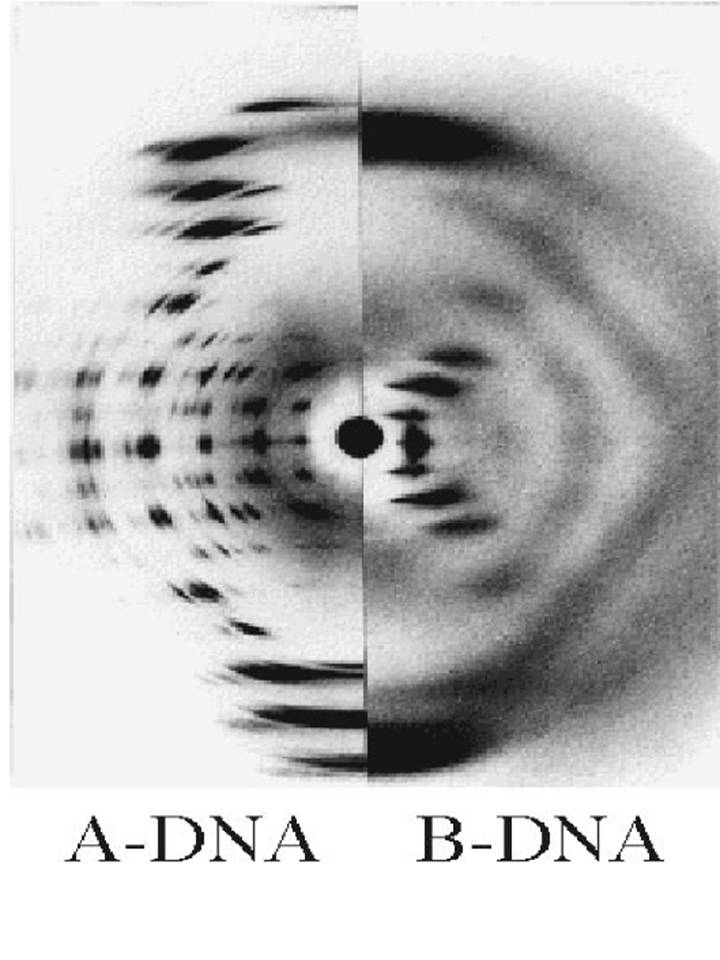
A DNS felvétele Franklin képe alapján az A és B spirálról, ahol a kettős hélix szemből látszik

Rosalind Franklin (London, 1920. július 25. – London, 1958. április 16.) angol kémikus, röntgenkrisztallográfus.
Jelentősen hozzájárult a DNS, a ribonukleinsav, a vírusok, a kőszén és a grafit molekuláris finomszerkezetének megértéséhez.
A DNS-sel kapcsolatos eredménye a legismertebb. A DNS alapvető szerepet játszik a sejtek anyagcseréjében és a genetikában. Felépítése meghatározza, hogy a szülők milyen genetikai információkat adnak át gyermekeiknek.

## Életrajza
Rosalind Franklin 1920. július 25-én született jómódú zsidó származású brit család sarjaként. Édesapja Ellis Arthur Franklin kereskedelmi bankár, édesanyja Muriel Frances Waley volt. Ő volt a legidősebb lánytestvér, a második az öt gyerekből. Érdeklődése már 12 éves korában a tudományok felé fordult. Doktori címét 1945-ben a Cambridge-i Egyetemen fizikai kémiából szerezte.
1958. április 16-án, 37 évesen petefészekrákban hunyt el.

## Munkássága
Ő készítette 1952-ben a londoni King’s College-ban a „Photograph 51” néven ismert felvételt a DNS-ről, melynek alapján fény derült annak kettős hélix szerkezetére, amit a köznyelv tévesen kettős spirálnak hív.

### Könyvek
- Glynn, Jennifer: My sister Rosalind Franklin, Oxford University Press, 2012 ISBN 978-0-19-969962-9 (angolul)
- Maddox, Brenda: Rosalind Franklin: The Dark Lady of DNA, Harper Collins Publishers, 2003, ISBN 978-0060985080 (angolul)
- Polcovar, Jane: Rosalind Franklin And the Structure of Life, Morgan Reynolds Pub., 2006 (angolul)
- Sayre, Anne: Rosalind Franklin and DNA, New York: W.W. Norton and Company, 1975 ISBN 0-393-32044-8 (angolul)

### Internet
- The Rosalind Franklin Society